# Suzuki Swace

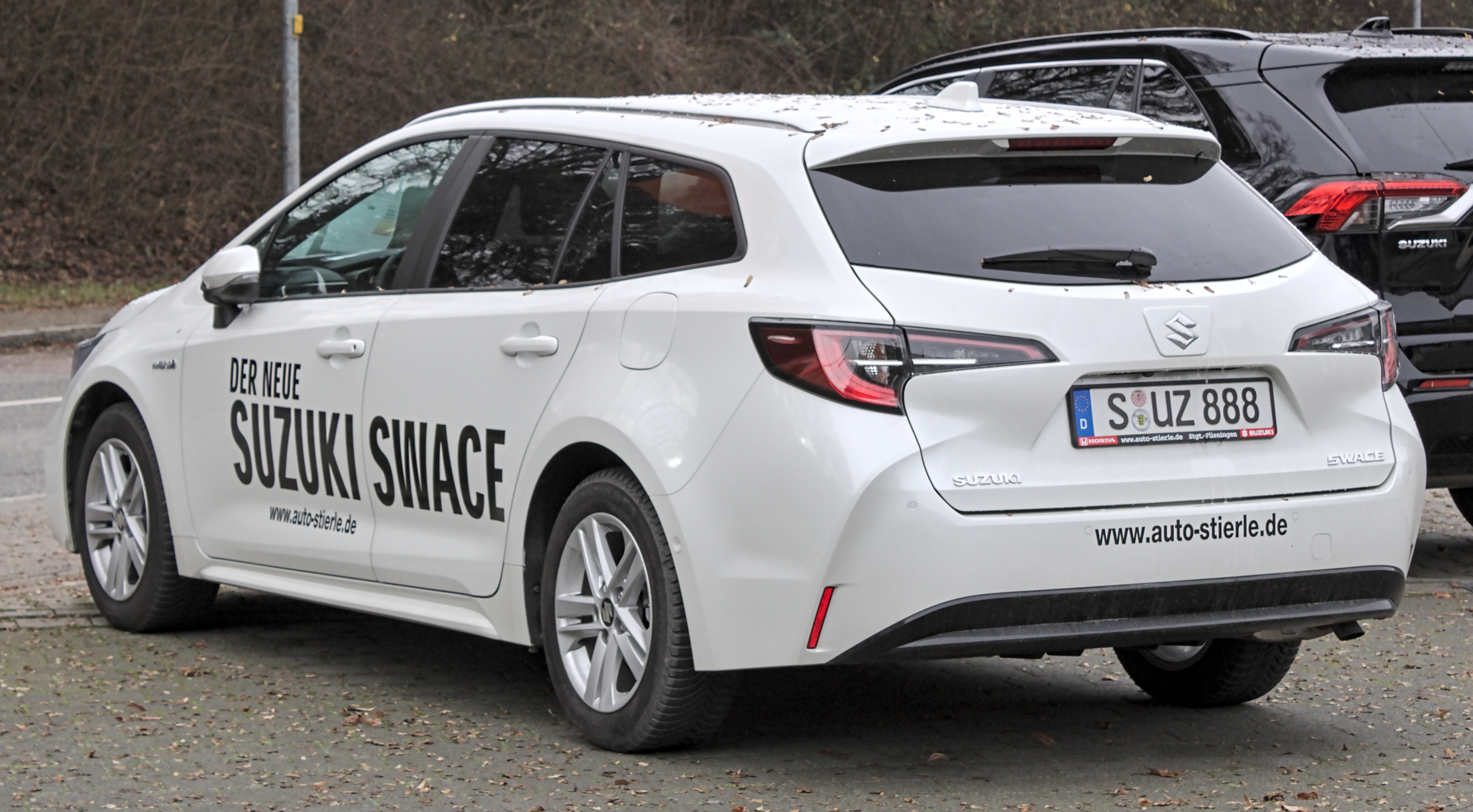
Вид сзади

Suzuki Swace — гибридный автомобиль, выпускающийся с 2020 года компанией Suzuki.

## История
Suzuki Swace впервые был представлен в сентябре 2020 года. По состоянию на ноябрь 2020 года, автомобиль продаётся в Европе. В феврале 2023 года автомобиль прошёл рестайлинг. Базовой моделью для Swace стала Toyota Corolla (E210), представленная в октябре 2018 года.

## Технические характеристики
|                                  | 1.8 Hybrid                         |                                    |
| Годы производства                | 11.2020—02.2023                    | с 02.2023                          |
| Тип                              | Бензиновый (R4) + Электродвигатель | Бензиновый (R4) + Электродвигатель |
| Впрыск                           | Прямой                             | Прямой                             |
| Объём                            | 1798 см³                           | 1798 см³                           |
| Степень сжатия                   | 13,0:1                             | 13,0:1                             |
| Мощность ДВС                     | 72 кВт (98 л. с.) при 5200 об/мин  | 72 кВт (98 л. с.) при 5200 об/мин  |
| Мощность электродвигателя        | 53 кВт (72 л. с.)                  | 70 кВт (95 л. с.)                  |
| Суммарная мощность               | 90 кВт (122 л. с.)                 | 103 кВт (140 л. с.)                |
| Крутящий момент ДВС              | 142 Н·м при 3600 об/мин            | 142 Н·м при 3600 об/мин            |
| Крутящий момент электродвигателя | 163 Н·м                            | 185 Н·м                            |
| Привод                           | Передний                           | Передний                           |
| Трансмиссия                      | Бесступенчатая трансмиссия         | Бесступенчатая трансмиссия         |
| Масса                            | 1475 кг                            | 1475 кг                            |
| Максимальная скорость            | 180 км/ч (ограничение)             | 180 км/ч (ограничение)             |
| Разгон до 100 км/ч               | 11,1 сек.                          | 9,4 сек.                           |
| Расход топлива (л/100 км)        | 3,4 л (NEFZ) 4,5 л (WLTP)          | 4,5 л (WLTP)                       |
| Выбросы CO2                      | 78 г/км (NEFZ) 99 г/км (WLTP)      | 102 г/км (WLTP)                    |
| Объём бака                       | 43 л                               | 43 л                               |
| Аккумулятор                      | Литий-ионный: 1,3 кВт·ч            | Литий-ионный: 1,3 кВт·ч            |
| ЭКО-стандарт                     | Euro 6d                            | Euro 6d                            |

## Галерея

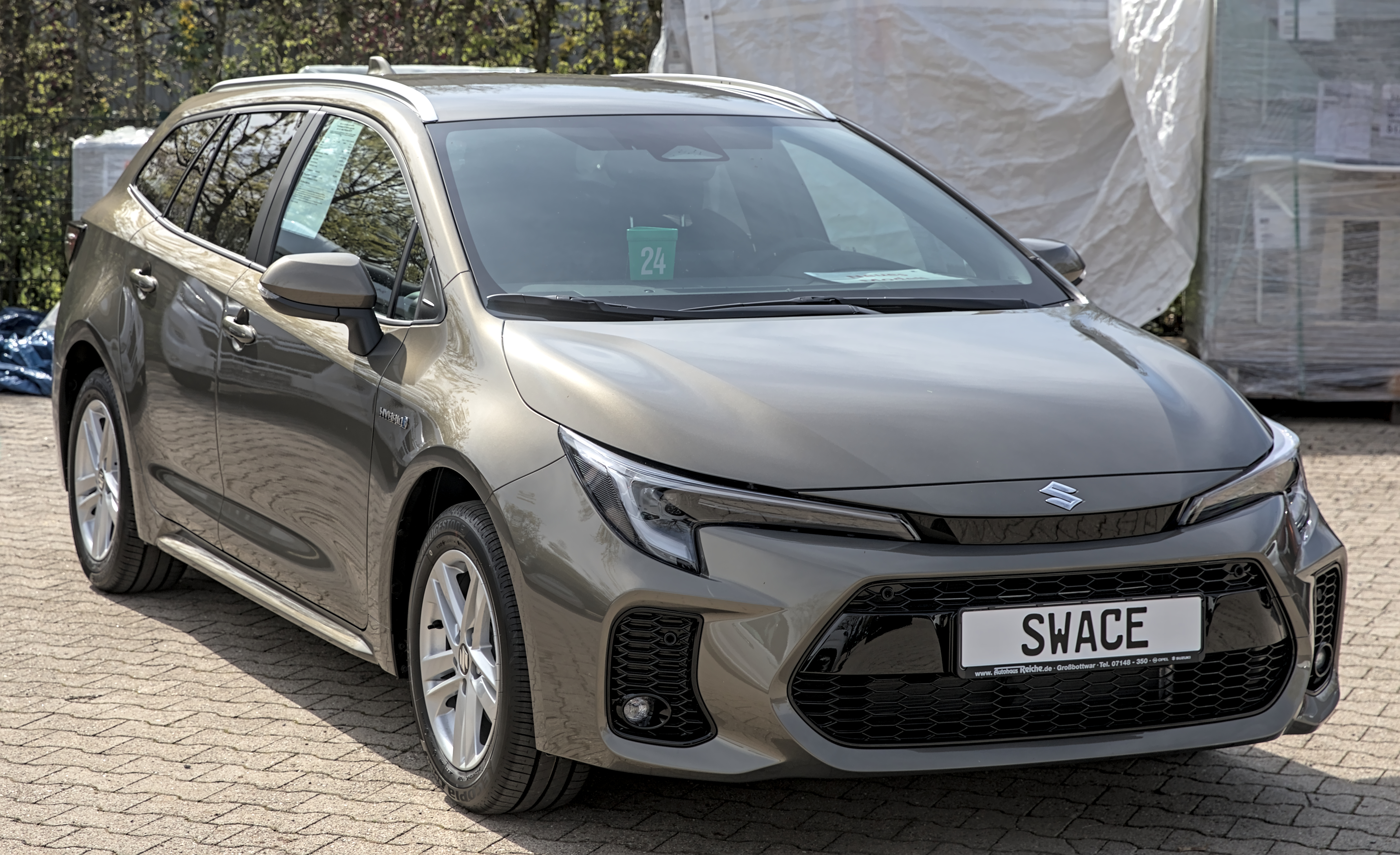
Вид спереди
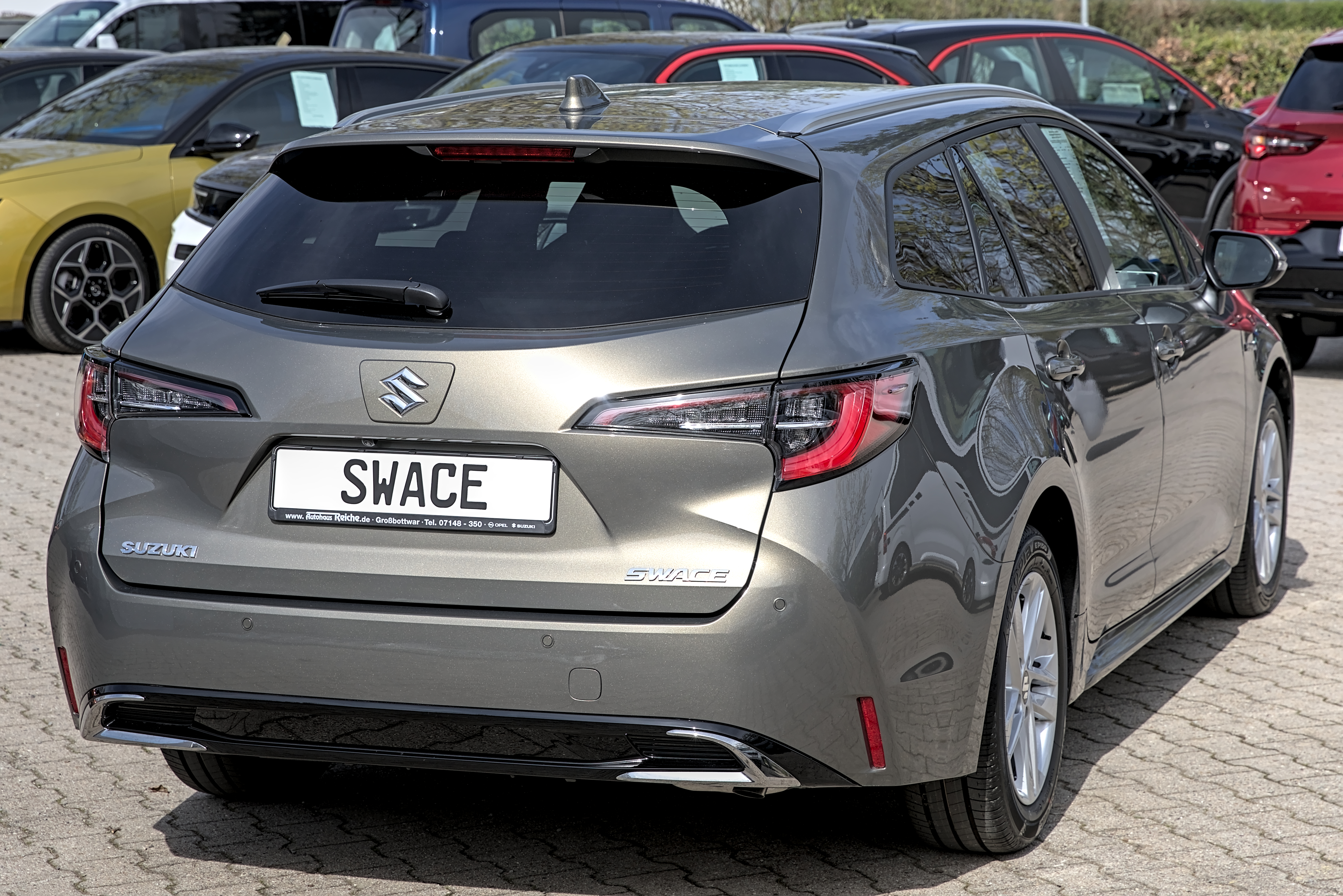
Вид сзади
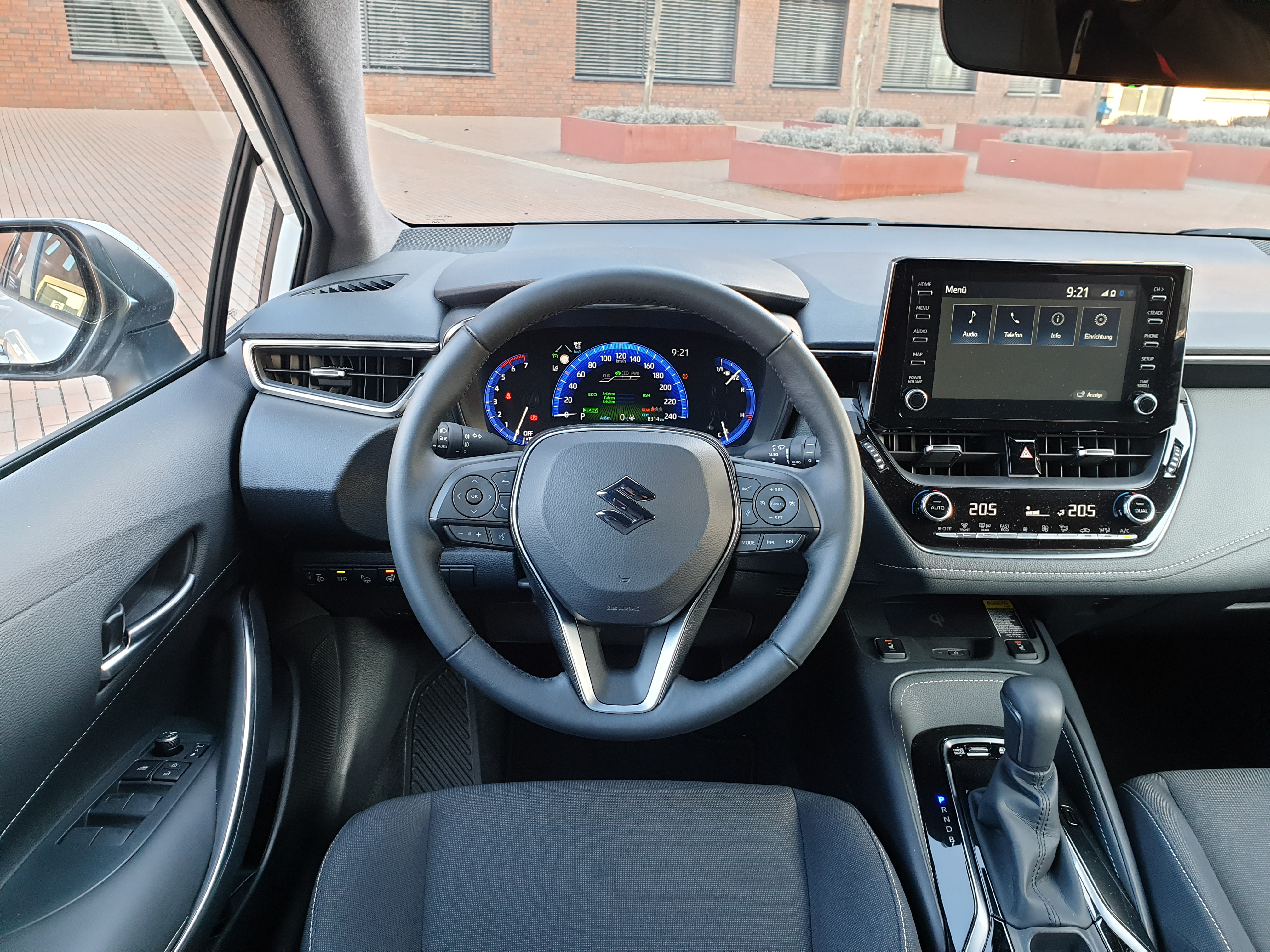
Интерьер

## Продажи
По состоянию на декабрь 2022 года, в ФРГ было продано 2835 экземпляров Suzuki Swace. К 2021 году было продано 1647 единиц.